# Alan Chugaev
Alan Anatol'evič Chugaev (in russo Алан Анатольевич Хугаев?; Vladikavkaz, 27 aprile 1989) è un lottatore russo nella categoria 84 kg (greco-romana), categoria in cui si è laureato campione olimpico ai Giochi della XXX Olimpiade di Londra.

## Palmarès
- Giochi olimpici

2012 - Londra: oro nella categoria fino a 84kg.
- Europei

2011 - Dortmund: argento nella categoria fino a 84 kg.
- Universiadi

2013 - Kazan': oro nella categoria fino a 84kg.